# Ozarkia apachea
Espèce
Synonymes
- Leptoneta apachea Gertsch, 1974
- Neoleptoneta apachea (Gertsch, 1974)

Ozarkia apachea est une espèce d'araignées aranéomorphes de la famille des Leptonetidae.

## Distribution
Cette espèce est endémique d'Arizona aux États-Unis. Elle se rencontre dans les monts Chiricahua dans le comté de Cochise.

## Description
Le mâle holotype mesure 1,55 mm.

## Publication originale
- Gertsch, 1974 : The spider family Leptonetidae in North America. Journal of Arachnology, vol. 1, no 3, p. 145-203 (texte original).